# Solidea
Solidea  è un nome proprio di persona italiano femminile.

## Origine e diffusione
Il nome è attestato sparsamente, su tutto il territorio nazionale, già dai primi dell'Ottocento, con frequenza leggermente maggiore tra la fine del secolo e l'inizio del successivo; negli anni settanta se ne contavano circa 2.700 occorrenze, sostanzialmente circoscritte all'Emilia-Romagna e alla Toscana. La mancanza di documentazione non consente un'interpretazione affidabile della sua etimologia; un'ipotesi frequente è però quella che lo considera un nome di matrice ideologica, che proclamava la lealtà verso una "sola idea" politica (anarchica, libertaria, socialista e via dicendo).

## Onomastico
Il nome è adespota, ossia privo di santa patrona, e l'onomastico può essere festeggiato il 1º novembre, in occasione di Ognissanti.

## Persone
- Solidea Treu, cantante italiana